# Martin Nicholas Lohmuller
Martin Nicholas Lohmuller (21 augustus 1919 - Meadowbrook (Montgomery County, 24 januari 2017) was een Amerikaans geestelijke en een bisschop van de Rooms-Katholieke Kerk.
Lohmuller werd op 3 juni 1944 priester gewijd. Op 12 februari 1970 werd hij benoemd tot hulpbisschop van Philadelphia en tot titulair bisschop van Ramsbiria. Zijn bisschopswijding vond plaats op 2 april 1970.
Lohmuller ging op 11 oktober 1994 met emeritaat. 
Hij werd 97 jaar oud.
- Gemeinsame Normdatei: 1146049927
- International Standard Name Identifier: 0000 0000 6137 6395
- Library of Congress Control Number: no00048007
- Nederlandse Thesaurus van Auteursnamen: 143150065
- Virtual International Authority File: 53695597
- WorldCat: E39PBJyWRhKHdMRGxHWmKpm8G3